# Kallocain (album)
Kallocain is het tweede studioalbum van Paatos. Het is opgenomen in de Green Genie geluidsstudio in Stockholm. Voor de mix kon Paatos gebruikmaken van Steven Wilson, muzikale duizendpoot van Porcupine Tree. De teksten zijn gebaseerd op het gelijknamige boekwerk Kallocain (1940) van Karin Boye over een totalitaire samenleving terug te voeren op Nazi-Duitsland. Het boek was destijds deels nog een toekomstroman, de schrijfster overleed in 1941.
Op de diverse fora voor progressieve rock werd het album verschillend gewaardeerd. In het dankwoord richtte Paatos zich onder meer tot Anekdoten (een andere Zweedse rockband) en Mikael Åkerfeldt van Opeth.

## Musici
- Petronella Nettermalm – zang, cello
- Peter Nylander – gitaar
- Stefan Dimle – basgitaar
- Johan Wallén – toetsinstrumenten
- Ricard Nettermalm – slagwerk, percussie

Met
- Anders Bergman - viool

## Muziek
Alle van Paatos, behalve Won’t be coming back door Paatos en Reine Fiske (de dan ex-gitarist van Paatos).

| Nr. | Titel                | Duur |
| --- | -------------------- | ---- |
| 1.  | Gasoline             | 5:55 |
| 2.  | Holding on           | 5:00 |
| 3.  | Happiness            | 5:20 |
| 4.  | Absinth mind         | 4:49 |
| 5.  | Look at us           | 5:25 |
| 6.  | Reality              | 7:37 |
| 7.  | Stream               | 5:17 |
| 8.  | Won’t be coming back | 5:32 |
| 9.  | In time              | 6:34 |

Er werd ook een speciale uitgave op de markt gebracht met een dvd met vier nummers: Won’t be back, Gasoline, Reality en Hypnotique. Dat laatste nummer is afkomstig van Timeloss.